# قاشق سوپخوری

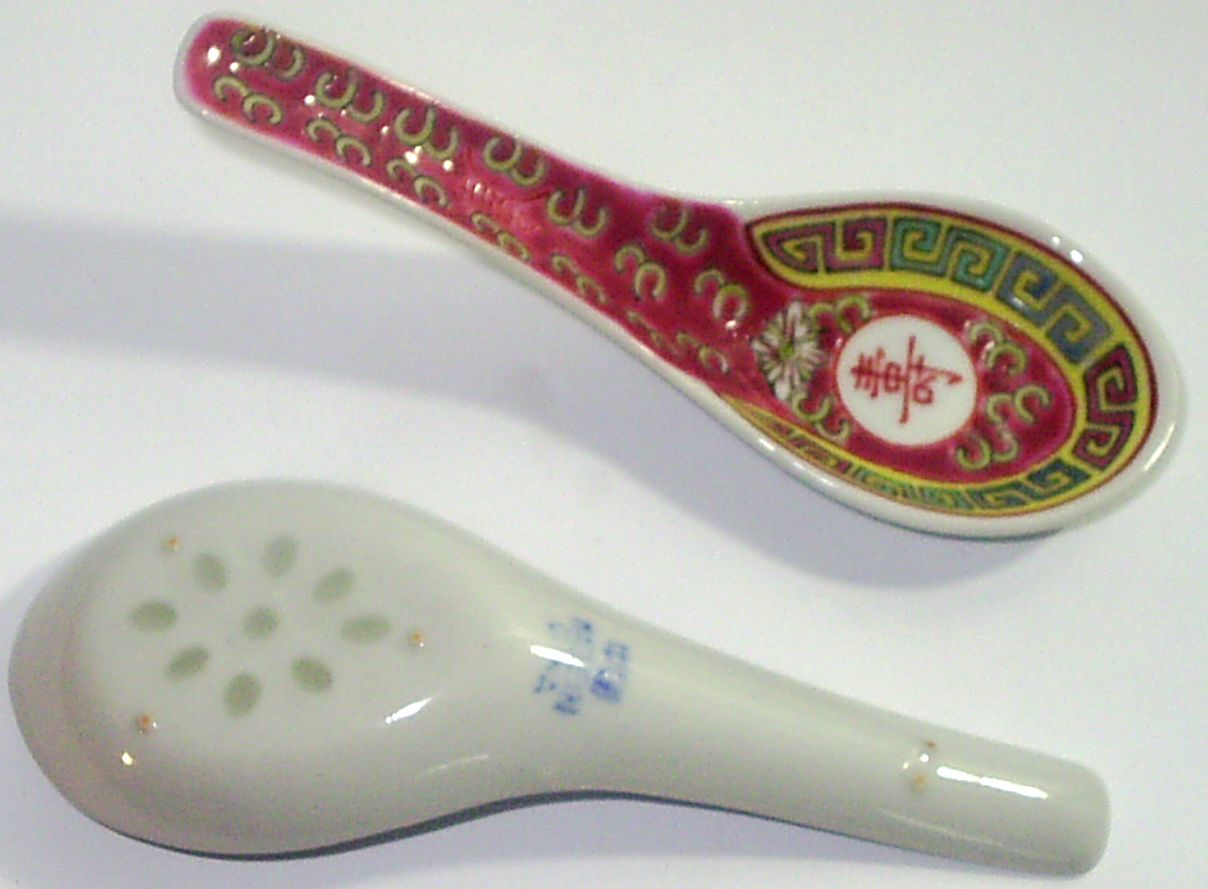
قاشق سوپخوری چینی

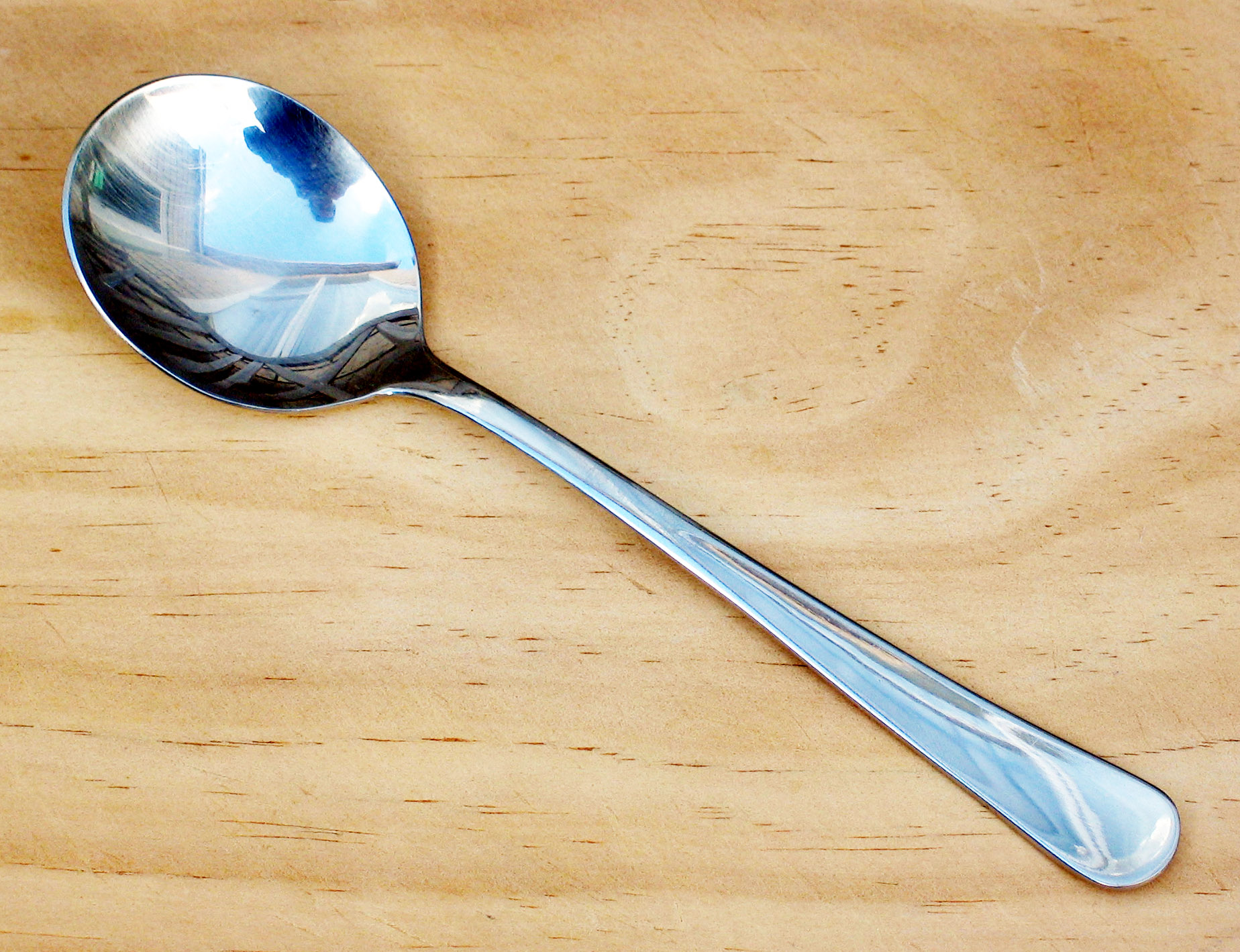
قاشق سوپخوری به سبک غربی

قاشق سوپ‌خوری به قاشقی گفته می‌شود که گنجایش ۱۰ میلی لیتر را داشته باشد. گنجایش این قاشق با قاشق دسرخوری معادل و برابر است.
در ایران در بسیاری از سایت‌ها قاشق غذاخوری معادل و برابر با قاشق سوپخوری گرفته می‌شود که با مقیاس‌های قاشق اندازه‌گیری استاندارد تفاوت دارد.